# Antipater de Thessalonique
Pour les articles homonymes, voir Antipater.
Antipater de Thessalonique est un auteur d’épigrammes du Ier siècle, de la ville grecque de Thessalonique.

## Repères biographiques
Antipater de Thessalonique ne doit pas être confondu avec Antipatros de Sidon, autre auteur d’épigrammes. Antipater de Thessalonique vécut beaucoup plus tard, au Ier siècle av. J.-C., comme le prouve le contenu de ses épigrammes : y figurent notamment des hommages à Pison, qui guerroya contre les Besses et les Thraces, et des références à la ville de Nicopolis, fondée par Auguste après la bataille d’Actium. Il fut un épigrammatiste de talent, brillant dans le genre érotique comme dans le genre votif, où il sut se montrer fort touchant.
Dans son poème du Canon des poétesses lyriques,, il donne une liste de poétesses grecques, au nombre de neuf comme les Muses : Praxilla, Moïro, Anytè, Sappho, Érinna, Télésille, Corinne, Nossis et Myrtis.
« Neuf Muses ont été mises au monde par le grand Ciel, ces neuf femmes
La Terre les a mises au monde, immortel plaisir des mortels. »